# Annopol
Annopol – miasto w Polsce, w województwie lubelskim, w powiecie kraśnickim, siedziba gminy miejsko-wiejskiej Annopol, w pobliżu Wisły, na skraju Małopolskiego Przełomu Wisły.
W latach 1975–1998 miasto administracyjnie należało do woj. tarnobrzeskiego.
Annopol leży w dawnej ziemi lubelskiej na obszarze historycznej Małopolski.

## Historia
Annopol powstał na byłych gruntach wsi Rachów, notowanej od XV wieku, która była w XVI i XVII wieku własnością szlacheckich rodzin Rachowskich, Czyżowskich, Morsztynów i Tymińskich. W roku 1415 był własnością szlachecką Jana Dłuto ze Słupia. W następnych stuleciach powstał port rzeczny na Wiśle. Wykorzystując ten fakt właściciele lokowali tutaj miasto.

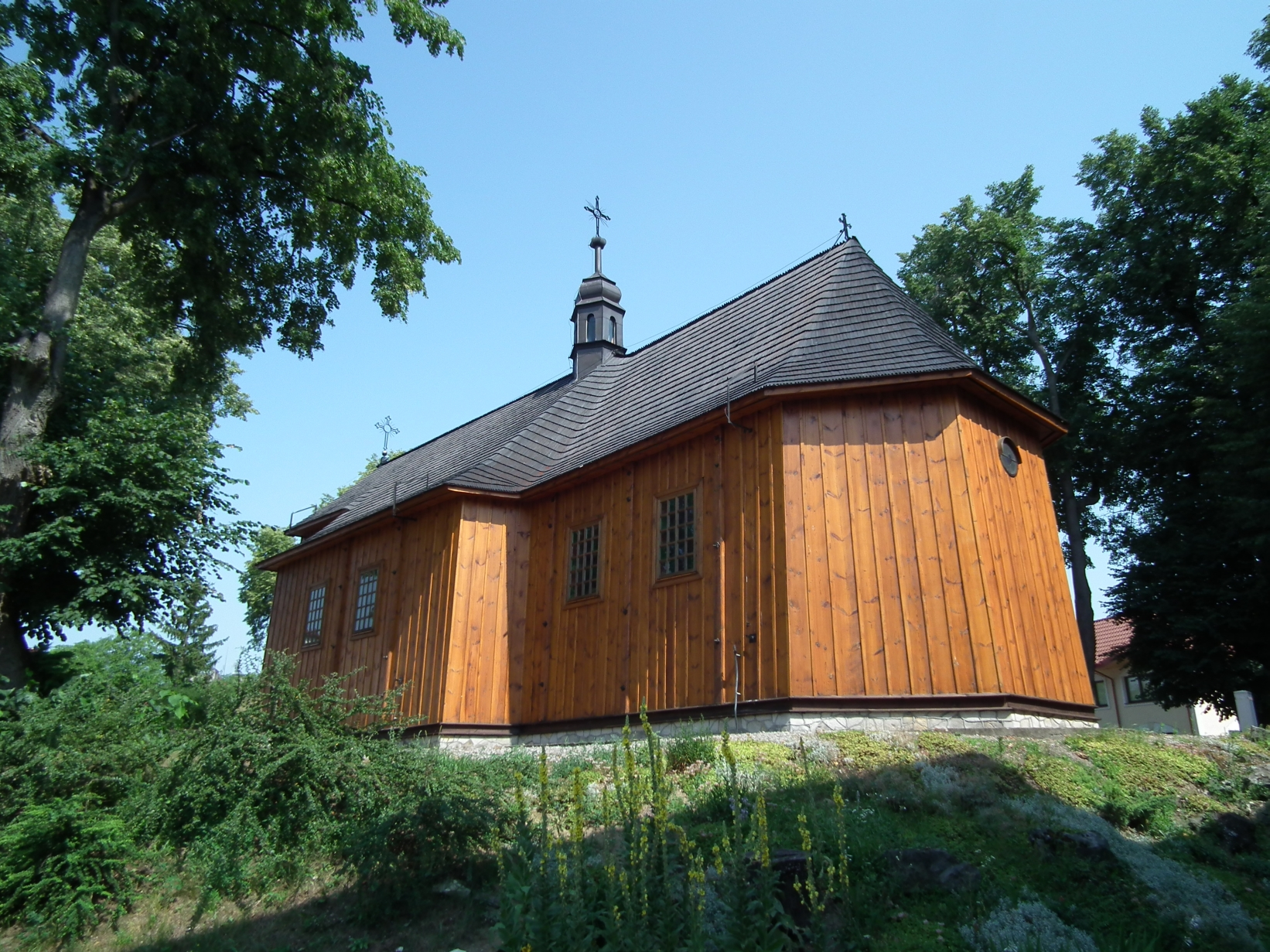
Stary kościół parafialny pw. śś. Joachima i Anny z XVIII wieku

Pierwsza informacja o istnieniu Rachowa pochodzi z 1724 r., kiedy to Rachów otrzymał przywilej na jarmarki oraz prawa miejskie. Nowy dokument na nie dostał właściciel J.T. Morsztyn w 1740 r. Z kolei w 1761 r. Antoni Jabłonowski wystawił dokument, którym nadał miastu, na cześć swej żony Anny, nazwę Annopol. Jednakże, jak to było w przypadku wielu lokowanych miast, nowa nazwa nie od razu się przyjęła. Wielokrotnie, jeszcze w drugiej połowie XVIII w., nazywano miasteczko Rachowem. Tak było w latach 1765 i 1778. W 1781 r. po raz pierwszy w spisach oficjalnych odnotowano Annopol. Podobnie zapisano w latach 1786 i 1787, zaś w 1790 r. ponownie widnieje Rachów. W 1792 r. zwano je Hannopol, zaś w wizytacji kościelnej z 1806 r. zapisano obydwie nazwy „oppidum Annopol seu Rachów”. Od 1827 r. używano nazwy Annopol.
Po rozbiorach Polski, decyzją władz rosyjskich 13 stycznia 1870 r. pozbawiono Annopol praw miejskich (inne źródła mówią o roku 1869. W 1914 r. w pobliżu Annopola przeprawiły się przez Wisłę oddziały Legionów Polskich oraz oddziały krakowskie 12 Dywizji Piechoty armii austriackiej, które stoczyły pod miastem 23 sierpnia 1914 bój z Rosjanami. Obszerny opis walk pod Annopolem wraz z mapą znalazły się w pamiętnikach gen. Tadeusza Rozwadowskiego dowodzącego austriacką artylerią.
W czasie agresji III Rzeszy na Polskę w rejonie Annopola, Józefowa i Tarnobrzega przeprawiały się na wschodni przeg Wisły wojska niemieckiej 10 Armii. Z rejonu Księżomierza przeciwdziałać niemieckiemu forsowaniu rzeki pod Annopolem usiłowała m.in. Warszawska Brygada Pancerno-Motorowa.
Latem 1944 rejon Annopola był polem bitwy między Armią Czerwoną a Wehrmachtem. Ostatecznie, walki w których uczestniczyły m.in. dwie radzieckie dywizje zakończyły się zdobyciem Annopola i uwolnieniem mieszkańców miasta od okupacji niemieckiej trwającej od 1939. 58 Dywizja Strzelecka dowodzona przez płka Aleksandra Szykity i 389 Dywizja Strzelecka dowodzona przez gen. Leonida Kołobowa 30 lipca 1944 sforsowały Wisłę i uchwyciły niezwykle potrzebne przyczółki na zachodnim jej brzegu.
Z dniem 1 stycznia 1996, Rada Ministrów nadała miejscowości ponownie status miasta.

### Historia Żydów w Annopolu
W XVII i XVIII stuleciu w miejscowości zaczęli osiedlać się Żydzi, choć najstarsze dokumenty potwierdzające ich obecność w mieście pochodzą dopiero z XVIII stulecia. W 1764 mieszkało ich tu 136, a w 1787 106, co stanowiło 44% ogółu mieszkańców. Z czasem następował wzrost liczebności ludności żydowskiej – w 1897 w Annopolu mieszkało 575 wyznawców religii mojżeszowej, a w 1921 1251, co stanowiło 72,9% ogółu ludności. Annopolscy Żydzi zajmowali się głównie handlem zbożem i bydłem, propinacją alkoholu, dzierżawą karczm, składów solnych i sadów, a także rzemiosłem i lichwą.
W mieście działała kasa GMAH, bank żydowski, związek rzemieślników prowadzący zajęcia wieczorowe i kulturalne, działały partie i pionierskie grupy syjonistyczne, Agudat Israel oraz niewielka grupa Bundu.
Po wybuchu II wojny światowej do Annopola przybyło wielu żydowskich uciekinierów z innych części Polski, m.in. z Kalisza i Łodzi. Kilka dni po zajęciu miasta Niemcy zamordowali rabina Raphaela Leventhala oraz miejscowego szawa (rzeźnika i egzaminatora) Labela Korono. Okupanci utworzyli Juderant. Na jego czele stał Bunem Mandelkar, przedwojenny przewodniczący gminy żydowskiej. W styczniu 1940 Niemcy powiesili dziesięciu Żydów oskarżonych o handel na czarnym rynku. Od marca 1940 miejscowi Żydzi zostali zobowiązani do noszenia na ramieniu opasek z gwiazdą Dawida. Niemcy utworzyli dwa obozy pracy dla Żydów w Rachowie i Janiszowie, a wiosną 1940 utworzyli getto, powstała policja żydowska, którą dowodził Benjamin Katzenelbogen. W maju 1942 w Annopolu było około 2000 Żydów. 15 października 1943 okupanci zaczęli likwidować getto. Po wstępnej selekcji, zdrowe i silne osoby zostały skierowane do obozów pracy w Janiszowie i Gościeradowie. Osoby stare i niedołężne zostały na miejscu zamordowane. Resztę ludności żydowskiej wysłano do getta w Kraśniku i potem do obozu w Bełżcu, gdzie zostali zamordowani.
Żydzi w Annopolu mieli dwie synagogi – starą i nową i dwa cmentarze – stary i nowy.
1 stycznia 1996 roku Annopol na powrót odzyskał prawa miejskie.

## Zabytki i atrakcje turystyczne

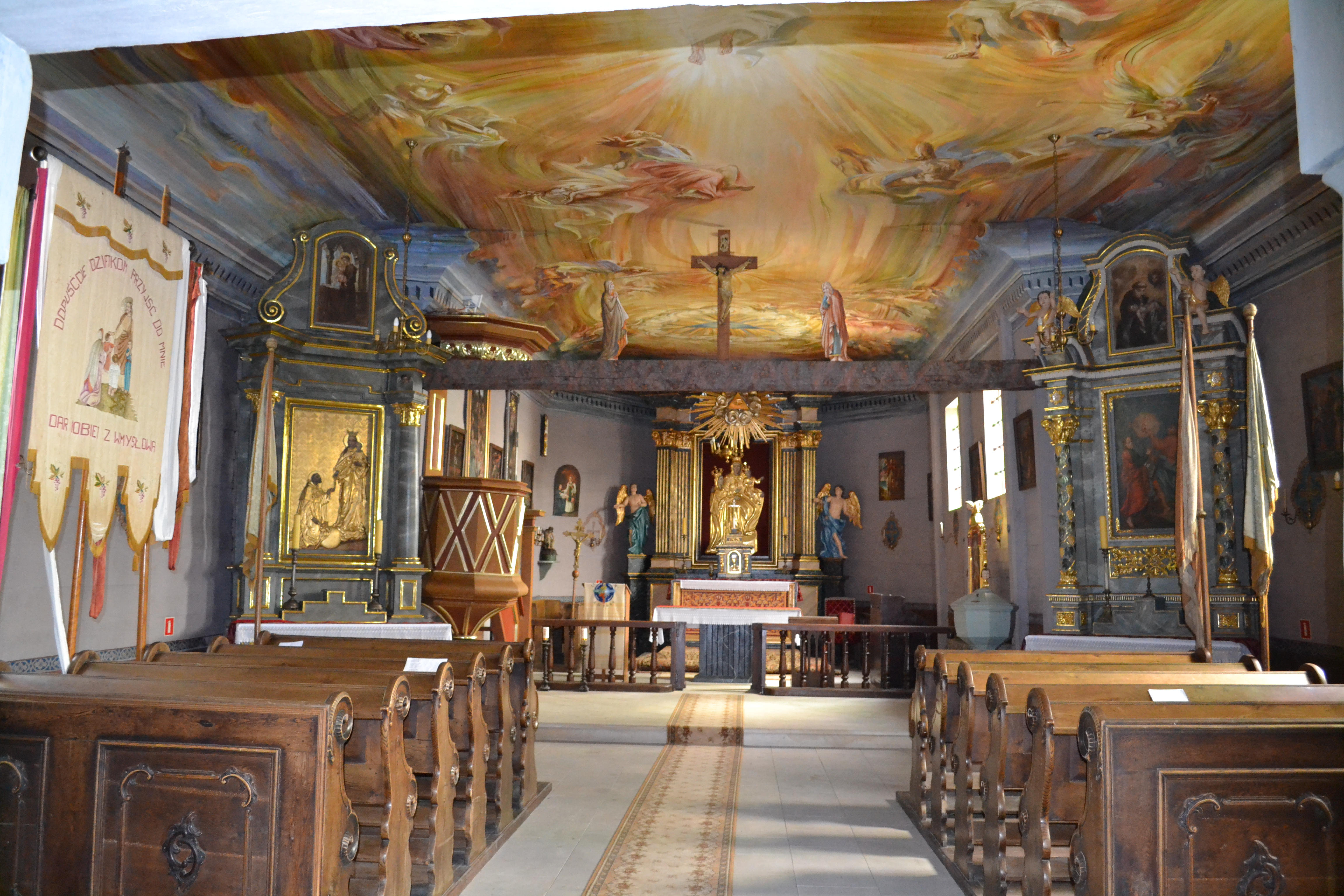
Wnętrze drewnianego kościoła św. Joachima i Anny (1740)

- Brama, mur./kam. – XIX wiek (Dzisiaj zabudowana)
- Gorzelnia – 1909 r., od około 1920 r. młyn
- Kościół parafialny – drewniany św. Joachima i Anny z 1740 r.
- Kapliczka przy ulicy Radomskiej
- Małopolski Przełom Wisły
- Ośmiorak, mur. – druga połowa XIX wieku
- Park krajobrazowy – XIX/XX wiek
- Spichlerz, mur., – XIX/XX wiek
- ul. Kościuszki: domy nr 4, 8, 10, 12 – początek XX wieku
- ul. Lubelska: domy nr 1, 9, 13, 27 – mur. lata 20. XX wieku
- Murowany kościół według projektu Stanisława Fertnera – 1936–1938
- Wzniesienia Urzędowskie
- Cmentarz żydowski

## Demografia

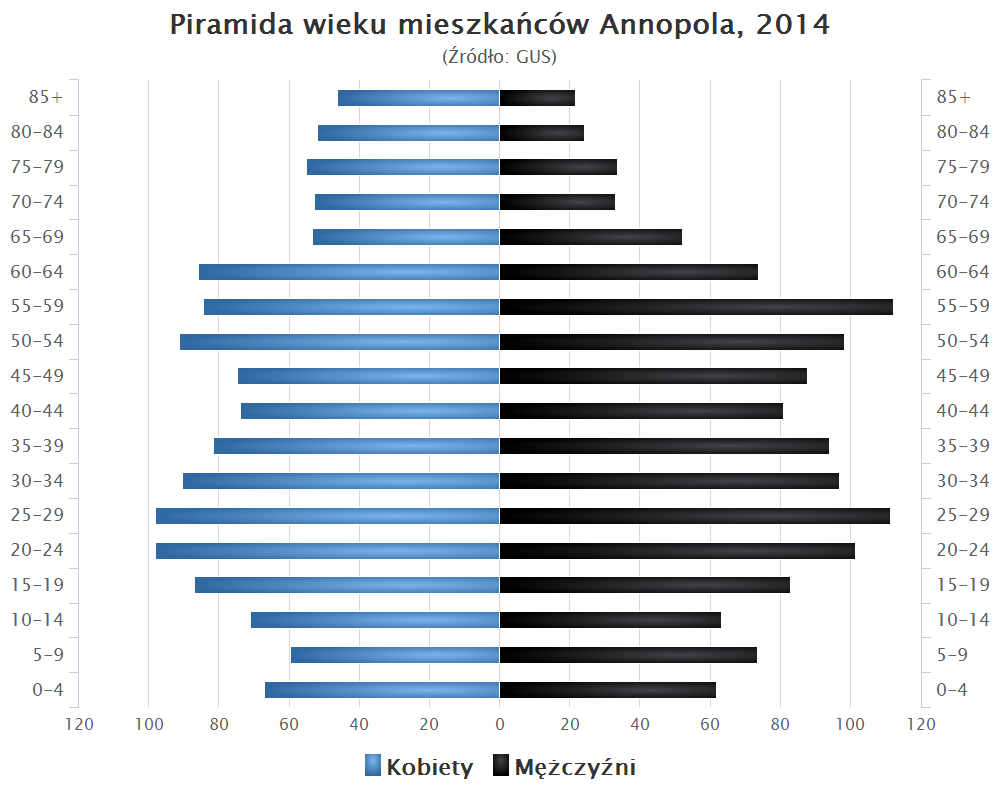
Piramida wieku mieszkańców Annopola w 2014 roku

## Transport
W Annopolu znajduje się most przez Wisłę w ciągu drogi krajowej nr 74. Przez miasto przebiegają również drogi wojewódzkie nr 824 i droga wojewódzka nr 854. Według danych GUS z 31 grudnia 2019 r. miasto miało 2488 mieszkańców.

## Wspólnoty wyznaniowe
- Kościół rzymskokatolicki:
  - parafia św. Joachima i Anny
- Świadkowie Jehowy:

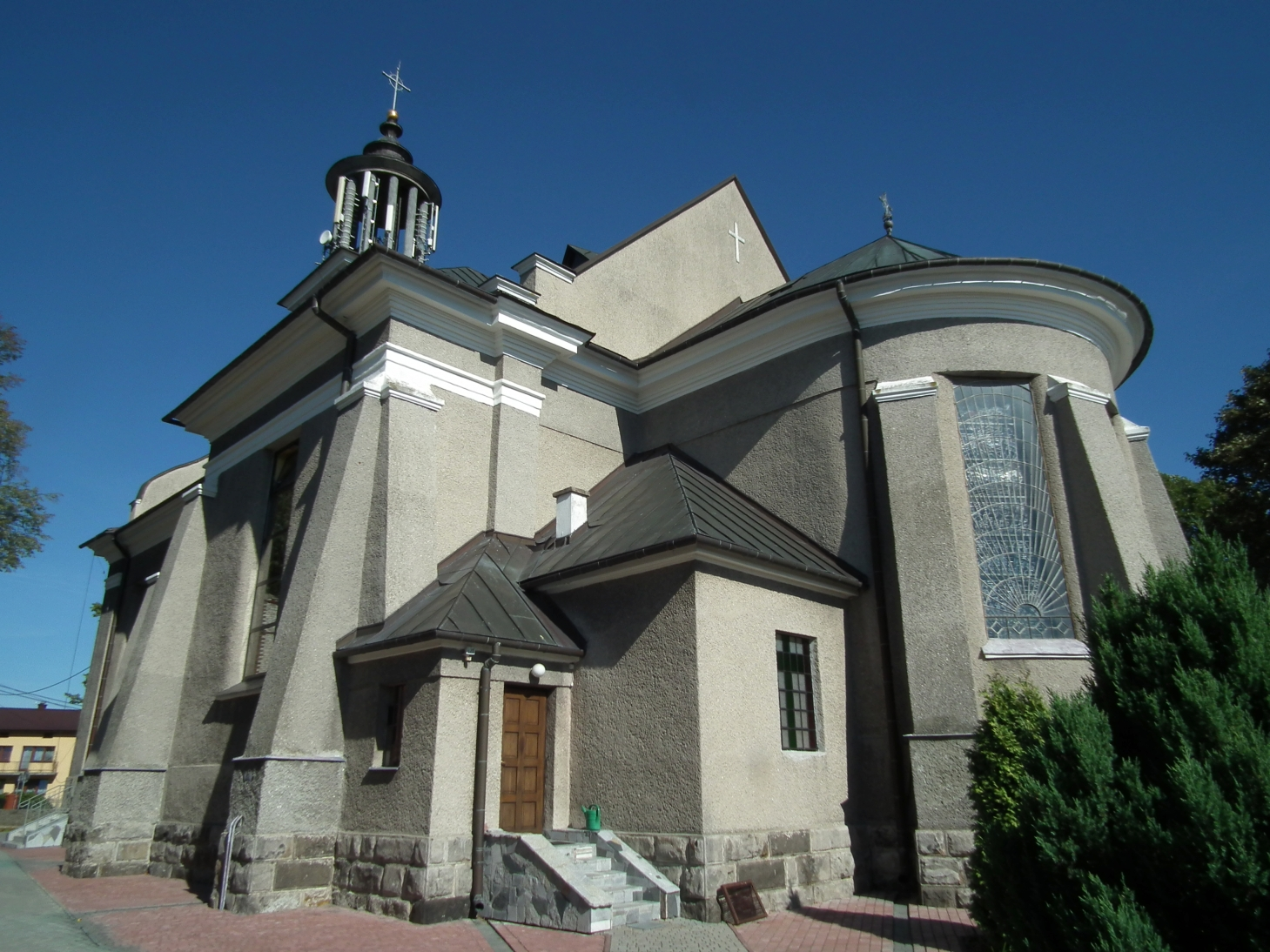
Nowy kościół św. Joachima i Anny

  - zbór Annopol (Sala Królestwa ul. Puławska 22)[18]